# Lothar Bisky
Lothar Bisky (Zollbrück, 17 augustus 1941 – Leipzig, 13 augustus 2013) was een Duits politicus van de PDS en Die Linke. Hij was partijvoorzitter van de PDS en Die Linke, lid van de Bondsdag en lid van het Europees Parlement.
Bisky werd geboren in Pommeren. De familie moest vluchten uit Pommeren en kwam terecht in Brekendorf in Sleeswijk-Holstein, waar Bisky opgroeide. In 1959 vertrok Bisky als 18-jarige naar de DDR om zijn middelbare school af te sluiten, omdat dit volgens Bisky door de financiële situatie van zijn familie in de Bondsrepubliek niet mogelijk was. Van 1962 tot 1963 studeerde Bisky filosofie aan de Humboldtuniversiteit in Oost-Berlijn en van 1963 tot 1966 cultuurwetenschappen aan de Karl-Marx universiteit in Leipzig. Aansluitend op zijn studie werkte hij tot 1980 als wetenschappelijk medewerker aan het Zentralinstitut für Jugendforschung in Leipzig. In 1969 en 1975 promoveerde Bisky. Van 1980 tot 1986 was hij als docent verbonden aan de Akademie für Gesellschaftswissenschaften van het Centraal Comité van de Sozialistische Einheitspartei Deutschlands (SED), de communistische partij, waar hij sinds 1963 lid van was. In de tijd van de DDR kon Bisky naar het buitenland reizen en onderhield hij nauwe contacten met de Stasi.
Tijdens die Wende werd Bisky politiek meer actief. Bij de grote demonstratie op de Alexanderplatz in Oost-Berlijn op 4 november 1989 was hij een van de sprekers. Hij pleitte hier voor het hervormen van het communisme en het voortbestaan van de DDR. Op de buitengewone partijdag van de SED-PDS in december 1989 werd hij als hervormer gekozen in het partijbestuur. Bij de eerste vrije verkiezingen in de DDR werd hij in maart 1990 gekozen in de Volkskammer. Van 1990 tot 2005 was Bisky lid van de Landdag van Brandenburg. In deze deelstaat was hij van 1991 tot 1993 ook deelstaatsvoorzitter van de PDS. Van 2005 tot 2009 was Bisky lid van de Bondsdag. Van 1993 tot 2000 en van 2003 tot 2007 was Bisky landelijk voorzitter van de PDS. Onder zijn leiding fuseerden de PDS en de WASG in 2005 tot de partij Die Linke. Samen met Oskar Lafontaine was Bisky van 2007 tot 2010 voorzitter van Die Linke.
In 2009 was hij lijsttrekker bij de Europese Parlementsverkiezingen. In het Europees Parlement was hij van 2009 tot 2012 fractievoorzitter van Europees Verenigd Links - Noords Groen Links. Van 2007 tot 2010 was Bisky ook voorzitter van Europees Links.

## Familie en overlijden
Lothar Bisky was gehuwd en had drie zonen. Zijn oudste zoon, Jens Bisky, is journalist en schrijver. Zijn tweede zoon, Norbert Bisky, is een bekend schilder. Zijn jongste zoon Stephan Bisky overleed op 23-jarige leeftijd in 2008. Bisky woonde de laatste jaren in Schildau. In deze woning viel hij kort voor zijn 72e verjaardag van de trap en overleed op 13 augustus 2013 aan de gevolgen. Hij is begraven op de Dorotheenstädtische begraafplaats in Berlijn.

## Publicaties
- Massenmedien und ideologische Erziehung der Jugend. Deutscher Verlag der Wissenschaften, Berlijn, 1976
- Geheime Verführer: Geschäft mit Shows, Stars, Reklame, Horror, Sex. Verlag Neues Leben, Berlijn, 1982
- The show must go on: Unterhaltung am Konzernkabel: Film, Rock, Fernsehen, neue Medien. Verlag Neues Leben, Berlijn, 1984
- Wut im Bauch: Kampf um die PDS, 29. November bis 7. Dezember 1994; Erlebnisse, Dokumente, Chronologie. Dietz, Berlijn, 1995
- So viele Träume: mein Leben. Rowohlt, Berlijn 2005